# MasterChef Hrvatska (5. sezona)
MasterChef 5 je peta sezona kulinarskog reality showa MasterChef Hrvatska. Započela je s emitiranjem 18. rujna 2022. na programu Nove TV. Ove sezone show se, osim fokusa na samo kuhanje i hranu, fokusirao na natjecatelje, njihove živote i međusobne odnose tijekom showa. Pobjednica showa je Maja Šabić.

## Žiri
Žiri se, naspram prijašnje sezone, nije promjenio te su i dalje članovi Melkior Bašić, Damir Tomljanović te Stjepan Vukadin.

### Melkior Bašić
Stažirao je u Michelin restoranima u Bordeauxu u Francuskoj. Odrastao je uz oca, uglednog chefa Silvia Belužića, a kroz dvanaestogodišnji rad u konzultantskoj tvrtki naučio je sve tajne vrhunskoga kulinarstva. Radna iskustva stjecao je u 96 kuhinja u Hrvatskoj i inozemstvu kao food consultant i instruktor za brojne klijente, vrhunske hotele i restorane.

### Damir Tomljanović
Chef je s bogatim iskustvom u domaćim i inozemnim hotelima i restoranima. Osim uspješne karijere kao chefa radi i kao konzultant za rad u ugostiteljstvu te kao profesor gastronomije u ugostiteljskim školama i na veleučilištima.

### Stjepan Vukadin
U ranoj dobi shvatio je da je kuhanje njegov životni poziv. Nakon rada u nekoliko vrhunskih restorana, 2017. postaje chef kuhinje u poznatom splitskom restoranu Zrno Soli.

## Natjecatelji 5. sezone[3]
| Kandidat                | Mjesto           | Dob | Zanimanje                                 |
| ----------------------- | ---------------- | --- | ----------------------------------------- |
| Emina Bajramović        | Novi Travnik     | 25  | kuharica                                  |
| Leo Jurešić             | Rijeka           | 22  | studen                                    |
| Jelica Boto             | Dubrovnik        | 36  | profesorica klavira                       |
| Lucija Kerečin          | Zagreb           | 28  | ekologinja                                |
| Ivica Višić             | Split            | 51  | umirovljenik                              |
| Maja Jalšovec           | Zagreb           | 32  | influencer                                |
| Lucija Davidović        | Petrinja         | 29  | prodajni savjetnik                        |
| Luka Marin              | Split            | 28  | proces manager                            |
| Mevlija Delić           | Sarajevo         | 28  | povjesničarka umjetnosti i knjižničarstva |
| Marko Kolak             | Daruvar          | 30  | građevinski tehničar                      |
| Nikola Kotur            | Čakovec          | 39  | knjigovođa                                |
| Lora Cepetić            | Zagreb           | 27  | prehrambeni tehnolog                      |
| Luka Piasevoli          | Zadar            | 28  | upravni referent                          |
| Vesna Slavica           | Bilice           | 52  | računovođa                                |
| Matea Alduk             | Lumbarda/Korčula | 23  | recepcionarka                             |
| Andrea Dević            | Rijeka           | 28  | hotelijersko turistički tehničar          |
| Tihomir Krklec          | Zagreb           | 27  | umjetnik                                  |
| Ivana Ivić              | Kaštel Novi      | 28  | voditeljica odjela u trgovačkom centru    |
| Maja Šabić (pobjednica) | Pula             | 37  | ekonomistica                              |
| Anita Vuković           | Imotski          | 37  | turistički vodič                          |
| Wannapa Ponyon          | Tajland          | 26  | tehničar                                  |

## Vanjske poveznice
- Službena stranica Arhivirana inačica izvorne stranice od 2. siječnja 2023. (Wayback Machine)